# Stöten
Stöten i Sälen, ofta förkortat till Stöten är en skidanläggning norr om Sälen, Dalarna. Grundad 1976, är Stöten den nordligaste skidanläggningen i Sälenfjällen och är uppkallad efter berget Granfjällsstöten, som anläggningen är baserad kring.
Stöten har flera år i rad blivit utnämnd till Sveriges bästa skidort av landets största skidforum  Freerides läsare.
Stöten är Sälenfjällens nordligaste skidanläggning. Anläggningen har Sälenfjällens högsta fallhöjd på 398 meter och består av av 50 nedfarter. Stöten har dessutom Dalarnas längsta nedfart, Mormors Störtlopp, som är 3 060 meter med svårighetsgrad grön.

## Översikt
Anläggningen är koncentrerad kring tre torg - Stötentorget, Skidtorget och Soltorget. Anläggningen har restauranger, barer, skidskola, skiduthyrning, sportbutik, bad, spa, bowling, livsmedelsbutik och läkare. Stöten har flera längdskidspår, 3, 4, 5, 7, 8, 10 och 16 km långa.
Stöten arrangerade Världscupen år 1990 och alpina SM 2007.

### Kollektivtrafik
Dalatrafik har busslinjer till anläggningen.

## Övriga skidområden
De övriga skidområdena i Sälen är Kläppen, Lindvallen, Högfjället, Tandådalen, Hundfjället och Näsfjället.